# Zweiter falscher Dmitri

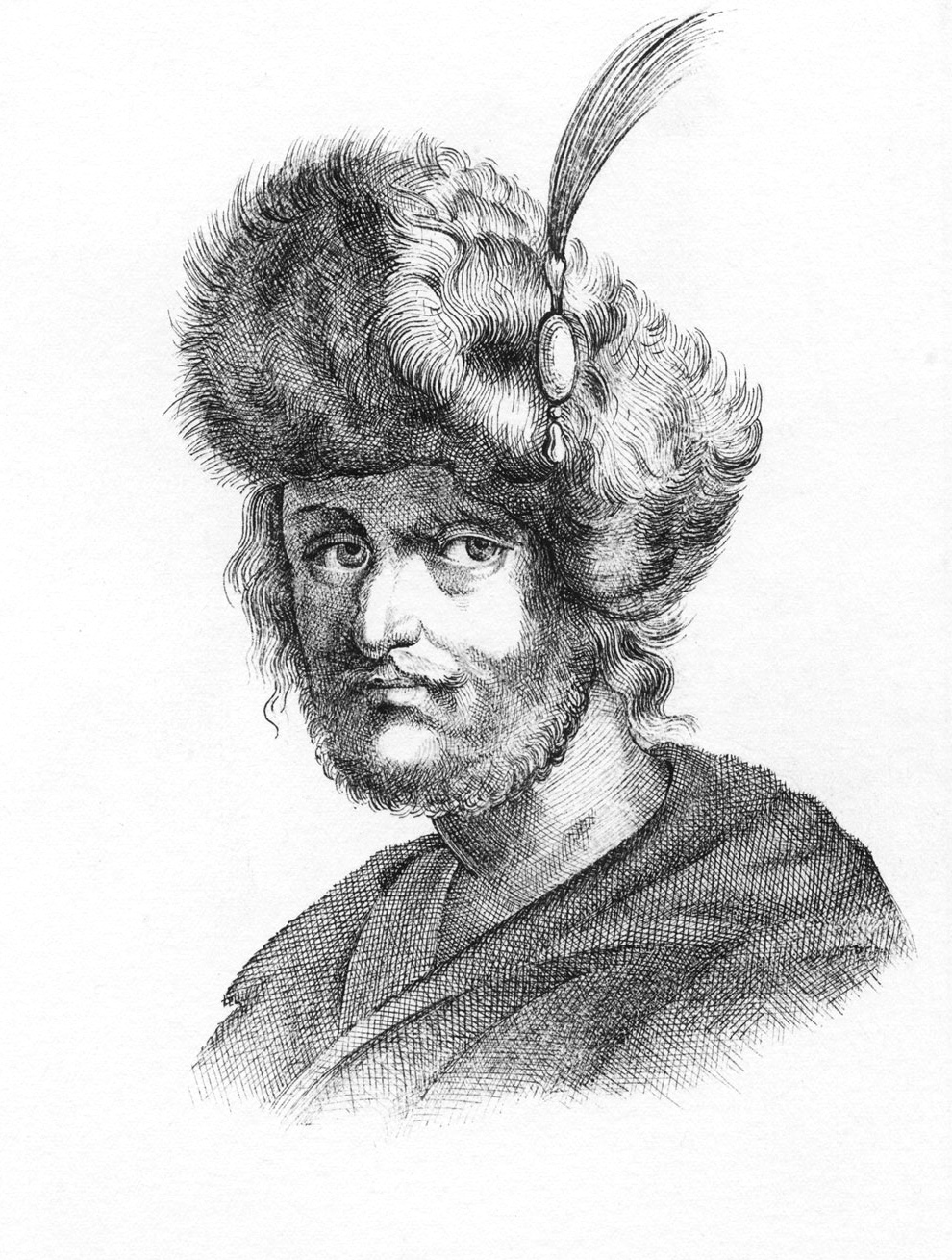
Pseudodimitri II.

Der zweite falsche Dmitri (Pseudodimitri II., nach seiner zeitweiligen Residenz auch Schelm von Tuschino genannt; * unbekannt; † 11. Dezemberjul. / 21. Dezember 1610greg. in Kaluga) war in den Jahren der Smuta ein Prätendent auf den russischen Zarenthron, der vorgab, der gerettete Pseudodmitri I. zu sein. Dieser wiederum war (ebenfalls) ein Hochstapler, der sich als Dmitri, Sohn des Zaren Iwan IV., ausgab und nach einer kurzzeitig gelungenen Usurpation ermordet wurde.
Pseudodimitri II. war es gelungen, unzufriedene Bauern und Kosaken um sich zu sammeln, zu denen sich auch bald mit Wassili Schuiski verfeindete Hochadlige gesellten. Unterstützt wurde er von intervenierenden polnischen Truppen, so dass seine militärischen Kräfte rasch an Bedeutung gewannen. Wider besseres Wissen erkannte ihn auch Marina Mniszech, die man nach dem Tode Pseudodimitris I. eingekerkert hatte, als ihren rechtmäßigen Gemahl an.
Er stieß rasch nach Moskau vor und hielt verschwenderisch im Moskauer Vorort Tuschino Hof. Dort befanden sich auch das von polnischen Militärs dominierte Hauptquartier und der Sitz der Gegenregierung, zu deren Parteigängern unter anderem auch Jerzy Mniszech, der Patriarch Philaret und die Fürsten Trubezkoi gehörten. Im Sommer und Herbst 1608 kontrollierte der zweite Usurpator bald ein riesiges Territorium. Da Zar Wassili Schuiski sich nicht mehr anders zu helfen wusste, als die Schweden zu Hilfe zu holen, kam es zur offenen Intervention Polens 1609. Die meisten Anhänger des Hofs von Tuschino wechselten nun schnell auf die Seite König Sigismund III. Wasa. Der Usurpator floh vor den Truppen Wassili Schuiskis nach Kaluga, wo er bald darauf getötet wurde. Sein dreijähriger Sohn Iwan wurde 1614 öffentlich hingerichtet, nachdem seine Mutter Marina Mniszech versucht hatte, ihn mit Unterstützung ihres nächsten Ehemanns, des Atamans Ivan Zarutsky, auf den Thron zu bringen.